# Dendropsophus ruschii
Espèce
Synonymes
- Hyla ruschii Weygoldt & Peixoto, 1987

Statut de conservation UICN

 DD  : Données insuffisantes
Dendropsophus ruschii est une espèce d'amphibiens de la famille des Hylidae.

## Répartition
Cette espèce est endémique du Brésil. Elle se rencontre entre 600 et 1 200 m d'altitude dans l'État de l'Espírito Santo dans deux endroits distants de 60 km, à Domingos Martins et Santa Teresa, dans la forêt côtière de l'Atlantique au sud-est du Brésil et à Pedra Dourada dans le Minas Gerais.

## Étymologie
Cette espèce est nommée en l'honneur d'Augusto 'Gutti' Ruschi (1915-1986).

## Publication originale
- Weygoldt & Peixoto, 1987 : Hyla ruschii n.sp., a new frog from the Atlantic forest domain in the state of Espirito Santo, Brazil (Amphibia, Hylidae). Studies on neotropical fauna and environment, vol. 22, no 4, p. 237-247.